# Проводаџија (ТВ емисија)
Проводаџија је српска телевизијска емисија која се приказује од 15. септембра 2013. године на Хепи ТВ. Водитељка емисије током прве сезоне била је Ивана Савић, док јој се од друге сезоне прикључује Бојана Ристивојевић. Од треће сезоне водитељке су Бојана Ристивојевић и Анђела Лакићевић, а од четврте сезоне Бојану замењује Слађана Петрушић. Касније су се уместо свих њих појавиле нове водитељке: Бојана Јекнић, Тара Преда, Ирена Јовановић, Милица Џавић, Миљана Поповић, Маша Зиповски и Ана Петровић.

## Опис
Свима је већ добро позната прича наших старих да је некада било незамисливо да се двоје младих упозна без помоћи посредника, у народу познатијег као проводаџија.
Усамљеним момцима широм Србије у жељи да пронађу сродну душу и заснују породицу већ четврту сезону са великим успехом помаже емисија Проводаџија која се емитује на ТВ Хепи. У улози правих проводаџија које спајају девојке и момке налазе се шармантне водитељке емисије.
Водитељке користећи свака своје методе, игрице и тестове, помажу момцима да што боље упознају девојке и тако направе онај прави, животни избор. Емисија обилује смехом и добрим расположењем, а оно што је најбитније, помаже младим људима да остваре своје жеље и усмере их ка жељеном циљу а то је — успешна љубав.